# Хадж Шериф
„Хадж Шериф“ (на английски: Hadj Cheriff) е американски късометражен ням филм от 1894 година на режисьорите Уилям Кенеди Диксън и Уилям Хейс с участието Хаджи Шериф, заснет в лабораториите на Томас Едисън в Ню Джърси.

## Сюжет
Хаджи Шериф, изпълнител известен с богат репертоар, демонстрира пред камерата част от номерата си. В началото той държи голям нож. След като го захвърля, започва да изпълнява бързо движения, наподобяващи танц, премятайки се и правейки салта.

## В ролите
- Хаджи Шериф като Хадж Шериф[3]